# Svitlohirske, Kobeleakî
Svitlohirske (în ucraineană Світлогірське) este localitatea de reședință a comunei Svitlohirske din raionul Kobeleakî, regiunea Poltava, Ucraina.

## Demografie
Componența lingvistică a localității Svitlohirske
     Ucraineană (96,91%)
     Rusă (3,02%)
     Alte limbi (0,03%)
Conform recensământului din 2001, majoritatea populației localității Svitlohirske era vorbitoare de ucraineană (96,91%), existând în minoritate și vorbitori de rusă (3,02%).